# Gustav Hausmann

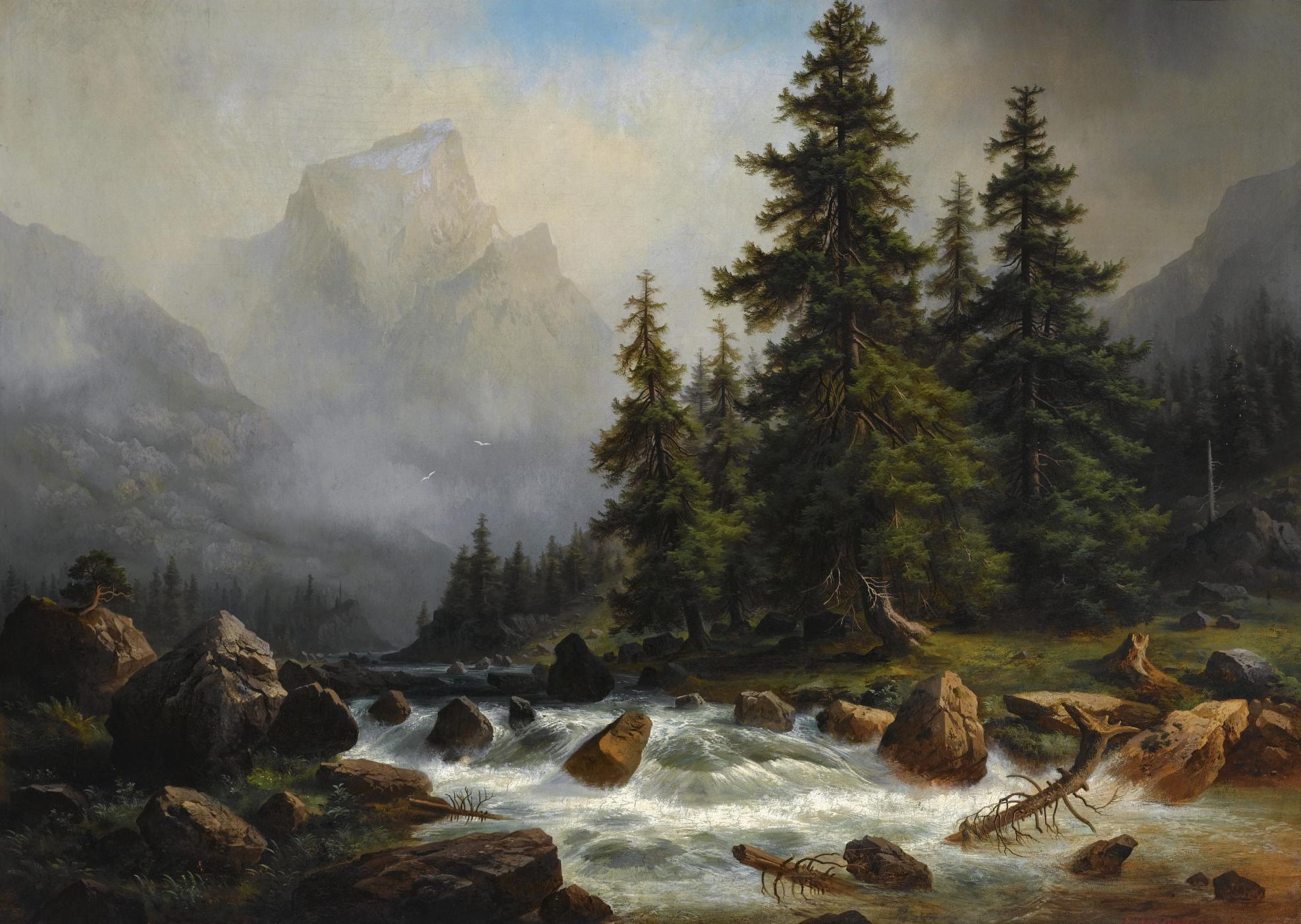
Ölgemälde: Blick auf das Wetterhorn in den Schweizer Alpen, datiert 1876;
Ehemals im Besitz des Fürsten zu Stolberg-Wernigerode, Auktion Sotheby’s London 17. Dezember 2008, Nr. 132

Gustav Hausmann (* 23. Juli 1827 in Barbis; † 13. April 1899 in Hannover) war ein deutscher Maler, der vor allem Landschaftsbilder schuf. Seine Spezialität waren Gebirgsbilder.

## Leben

### Familie
Gustav Hausmann war mit Johanne, geborene Fuess (* 1842 in Moringen, Kreis Northeim; † 1899 in Hannover) verheiratet, mit der er zwei Töchter hatte, Louise Dorette Karoline, genannt Lisa (* 2. September 1871) und Martha (* 1878). Lisa heiratete später den Schriftsteller Hermann Löns.

### Werdegang

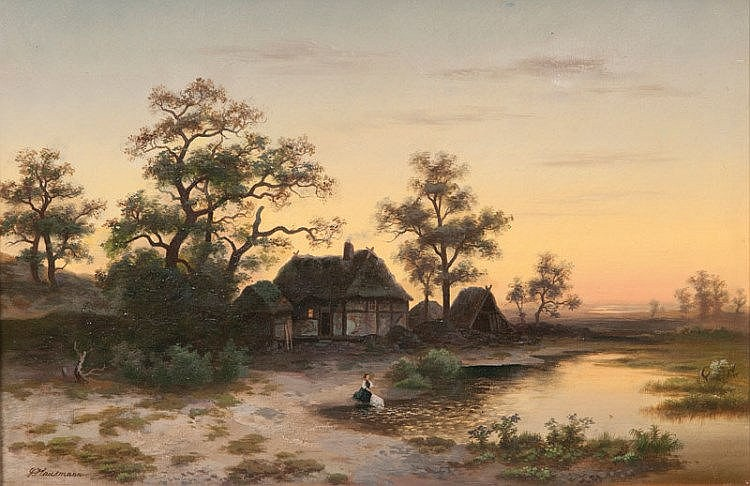
Motiv aus der Lüneburger Heide nach Sonnenuntergang, undatiertes Ölgemälde;
Auktion Stahl, Hamburg 29. November 2014, Nr. 33

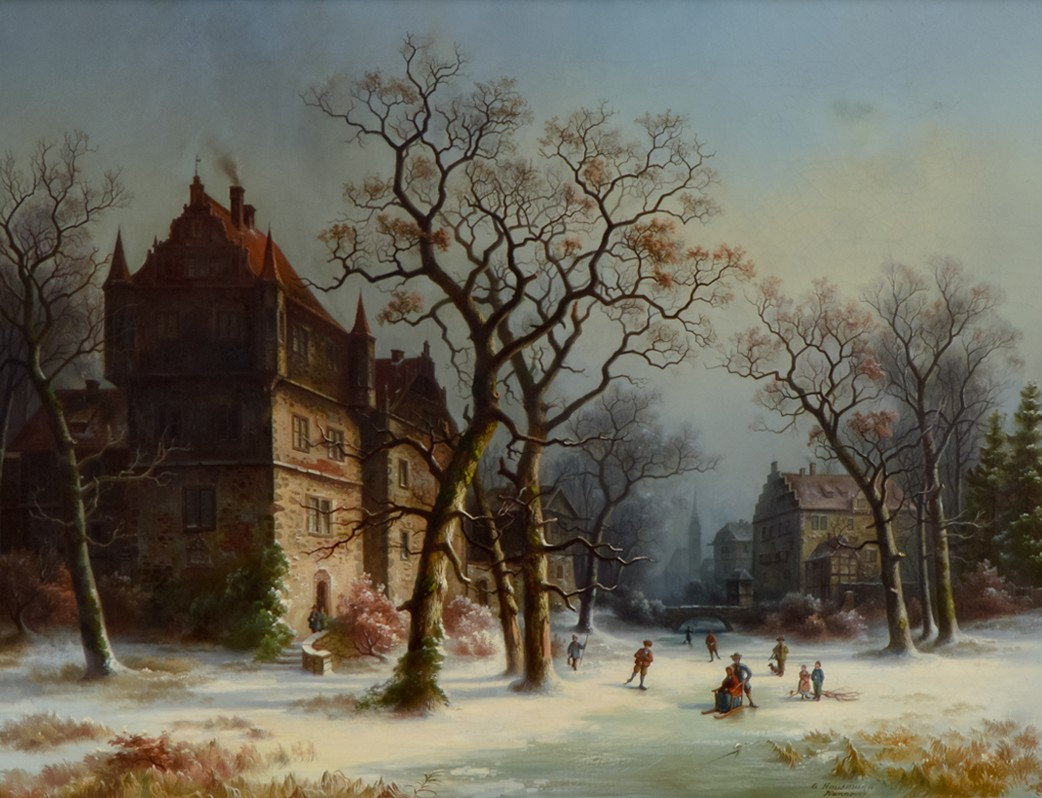
Schlittschuhlaufen auf zugefrorenem Gewässer an unidentifiziertem Ort;
undatiertes Ölgemälde, Signatur G. Hausmann, Hannover. Herkunft und Besitzer unbekannt

Geboren zur Zeit des Königreichs Hannover in dem kleinen Ort Barbis am Harz, besuchte Gustav Hausmann das Gymnasium in Goslar, wo sein Talent zum Malen früh auffiel. In der Folge erhielt er durch Vermittlung des Hannoverschen Künstlervereins ein Stipendium durch den Thronfolger und späteren König Georg V. Dadurch konnte Hausmann von 1845 bis 1850 an der Polytechnischen Schule in Hannover bei Edmund Koken insbesondere Landschaftsmalerei studieren. 1850 ging Hausmann nach München, wo er seine Studien bei Albert Zimmermann, Christian Morgenstern und August Seidel fortsetzte.
1856 kehrte Gustav Hausmann nach Hannover zurück, trat im selben Jahr dem Hannoverschen Künstlerverein bei und stieg rasch zu einem der angesehensten Maler der Stadt auf.
Von 1862 bis 1865 unterrichtete Hausmann die hannoverschen Prinzessinnen Friederike und Marie. Auch nachdem die königliche Familie als Folge der für das Königreich Hannover verlorenen Schlacht bei Langensalza und der Annexion des Königreichs durch Preußen 1866 in das österreichische Gmunden floh, erhielt Gustav Hausmann weiterhin Malaufträge von der Königin Marie von Hannover. Nach 1866 lebte der Maler zurückgezogen in Hannover, und malte dort weiter bevorzugt Motive aus den Bayerischen und den Tiroler Alpen sowie dem Harz. 1868 wohnte er in der Schlägerstraße 6 I in Hannover. Im Jahr 1874 erwarb er in Hannover ein eigenes Wohnhaus in der Straße Am Bokemahle, laut dem Adreßbuch, Stadt- und Geschäftshandbuch der Königlichen Residenzstadt Hannover und der Stadt Linden für 1874 das Haus mit der damaligen Hausnummer 10a.
Im Todesjahr Hausmanns veranstaltete der Hannoversche Künstlerverein 1899 für den Maler eine Gedenkausstellung, auf der rund 160 Ölskizzen gezeigt wurden.